# Morti nel 1506
| Questa pagina contiene informazioni ricavate automaticamente dalle voci biografiche con l'ausilio del template Bio e di un bot. L'aggiornamento è periodico e automatico e ricostruisce completamente la pagina. Se manca una persona in questa lista, sei pregato di non aggiungerla, ma accertati piuttosto che la sua voce biografica contenga il template Bio e che i dati anagrafici siano correttamente compilati. Se il template Bio manca, inseriscilo tu stesso o, in alternativa, metti l'avviso {{tmp\|Bio}} che ne segnala la mancanza. Se i dati riportati sono sbagliati, correggi direttamente la voce biografica; le modifiche saranno visibili in questa lista entro pochi giorni. Per chiarimenti vedi il progetto biografie. La lista contiene solo le 43 persone che sono citate nell'enciclopedia e per le quali è stato implementato correttamente il template Bio. Pagina aggiornata al 10 ago 2025. |

- 12 gennaio - Bianca d'Este, nobildonna italiana (n. 1440)
- 13 febbraio - Mōri Hiromoto, militare giapponese (n. 1466)
- 14 marzo - Georg Fugger, banchiere e mercante tedesco (n. 1453)
- 12 aprile - Samhudi, storico e giurista egiziano (n. 1440)
- 19 aprile - Marco Antonio Sabellico, storico italiano
- 2 maggio - Johannes von Soest, compositore e medico tedesco (n. 1448)
- 4 maggio - Husayn Bayqara, sultano persiano (n. 1438)
- 16 maggio - Johannes Burckardt, vescovo cattolico tedesco
- 20 maggio - Cristoforo Colombo, navigatore e esploratore italiano (n. 1451)
- 15 giugno - Muhammad Jiwa Zainal Adilin I di Kedah, sovrano malese
- 22 luglio - Francisco Lloris y de Borja, cardinale e patriarca cattolico italiano (n. 1470)
- 26 luglio - Anna di Foix-Candale, sovrana (n. 1484)
- 15 agosto - Alexander Ackermann, compositore fiammingo
- 19 agosto - Leonello Chiericati, vescovo cattolico italiano (n. 1443)
- 19 agosto - Alessandro Jagellone, sovrano (n. 1461)
- 12 settembre - Albertino V Boschetti, condottiero e nobile italiano
- 13 settembre - Andrea Mantegna, pittore, incisore e miniaturista italiano (n. 1431)
- 25 settembre - Filippo I d'Asburgo, duca (n. 1478)
- 29 settembre - Juan de Castro, cardinale e vescovo cattolico spagnolo (n. 1431)
- 6 ottobre - Carlotta d'Aragona, contessa (n. 1480)
- 16 ottobre - Girolamo Ginelli, religioso italiano (n. 1451)
- 21 novembre - Engilberto di Nevers, conte (n. 1462)
- Andronica Arianiti, nobildonna albanese (n. 1428)
- Beatrice d'Aviz, principessa portoghese (n. 1430)
- Giovanni Candi, architetto e carpentiere italiano
- Pere Compte, architetto spagnolo
- Pietro di Domenico da Siena, pittore italiano (n. 1457)
- Galeazzo Facino, umanista, letterato e religioso italiano (n. 1458)
- Pietro Cirneo, presbitero e storico italiano (n. 1447)
- Cristoforo Ferrari de' Giuchis, pittore italiano
- Filippo di Antonio Filippelli, pittore italiano (n. 1460)
- Guillaume Gruyère, notaio e politico svizzero
- Diego Meléndez de Valdés, vescovo cattolico spagnolo (n. 1446)
- Pier Antonio Mezzastris, pittore italiano
- Mihri Hatun, poetessa ottomana (n. 1460)
- Giovanni Nesi, filosofo italiano (n. 1456)
- Giambattista Pagliarino, storico italiano (n. 1415)
- Riccardo Quartararo, pittore italiano (n. 1443)
- Alessandra Scala, letterata italiana (n. 1475)
- Sesshū Tōyō, pittore e monaco buddhista giapponese (n. 1420)
- Zainab Sultan Begum, principessa mongola
- Lorentino d'Andrea, pittore italiano
- Sancia d'Aragona, nobile italiana (n. 1478)